# اورسدورف
اورسدورف (به آلمانی: Oersdorf) یک شهر در آلمان است که در زگه‌برگ واقع شده‌است. اورسدورف ۸۷۴ نفر جمعیت دارد.